# Editorial Losada
Editorial Losada este o editură argentiniană, fondată în 1938 de către spaniolul Gonzalo José Bernardo Juan Losada Benitez (1894-1981).

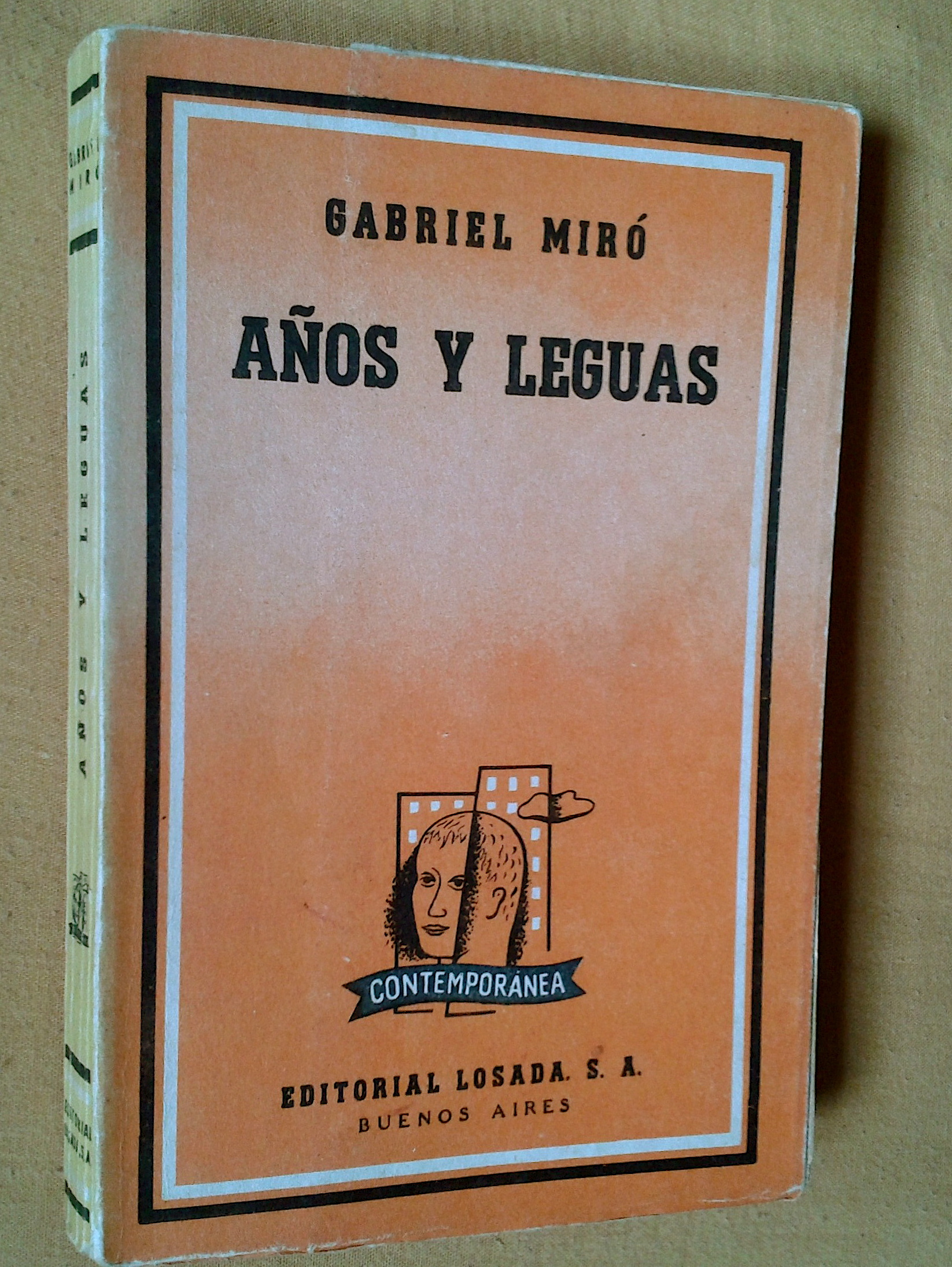
Exemplar al primei ediții americane a cărții Años y leguas de Gabriel Miró (Editorial Losada, Buenos Aires, 1958).

## Istoric
Losada a ajuns în Argentina în 1928 și s-a stabilit la Buenos Aires ca angajat al sucursalei argentiniene a editurii spaniole Espasa Calpe. După izbucnirea Războiului Civil Spaniol, relațiile Argentinei cu Spania au fost întrerupte și Losada a transformat sucursala într-o societate pe acțiuni, Espasa Calpe Argentina, care a început să publice Colección Austral, condusă de Guillermo de Torre.
Când, în 1938, casa spaniolă Espasa Calpe și-a făcut publice simpatiile sale profranchiste și a cerut ca toate cărțile să fie editate în Spania, Losada și-a ipotecat casa și și-a vândut mașina și, împreună cu Guillermo de Torre, Attilio Rossi, Amado Alonso, Pedro Henríquez Ureña, Luis Jimenez de Asúa și Francisco Romero, a fondat Editorial Losada, care a devenit o piatră de hotar în industria editorială de pe întregul continent american.
Rapid, „editura exilaților” s-a transformat într-un forum cultural al exilaților republicani și al intelectualilor argentiniene și spanioli stabiliți în Argentina înainte de război, precum Guillermo de Torre, Diego Abad de Santillán și Amado Alonso, care i-au atras și pe alții printre care Francisco Ayala, Lorenzo Luzuriaga sau Manuel Krenn.
Editorial Losada a devenit o tribună a gândirii republicane spaniole, care a editat întreaga operă literară a Generației lui 27 pentru prima dată pe continentul american. Catalogul editurii a fost, pentru un timp, interzis în Spania.